# Kulturweltspiegel
Kulturweltspiegel war eine Kultursendung, die von 1983 bis 2006 in Das Erste ausgestrahlt wurde. 

## Geschichte
Das Magazin hatte zunächst eine Länge von 45 Minuten, wurde 1991 aber auf eine halbe Stunde verkürzt, als der Sendeplatz von Dienstag auf Sonntag verlegt wurde. 2006 wurden die drei ARD-Kultursendungen Kulturweltspiegel, Kulturreport und ttt – titel, thesen, temperamente zusammengelegt und gingen in letzterer auf.

## Konzept
Die Sendung entstand aus der Idee, das bestehende Netzwerk der ARD-Auslandskorrespondenten dazu zu nutzen, nicht nur über politische, sondern auch über kulturelle Themen zu berichten. Das Konzept sah dabei vor, die Zusammenhänge zwischen beiden Bereichen aufzuzeigen, um kulturelle Ausdrucksformen in ihrem politischen Kontext zu analysieren. Der Schwerpunkt lag entsprechend dem Korrespondentenstab in den Metropolen und dem europäischen Ausland, es wurden aber auch wenig bekannte Kulturszenen in den Entwicklungsländern vorgestellt. Später wurde das Themengebiet um kulturpolitische Entwicklungen in Deutschland erweitert.

## Moderation
Moderiert wurde die Sendung von:
- Hansjürgen Rosenbauer (1983–1991)
- Gabriele Krone-Schmalz (1992–1997)
- Michael Schmid-Ospach (1998–2001)
- Michaela Maxwell (2001–2004).

Nach Michael Schmid-Ospach sollte Else Buschheuer die Sendung moderieren, sie moderierte jedoch nur eine einzige Sendung, bevor sie von Michaela Maxwell abgelöst wurde. Nachdem Michaela Maxwell-Haas 2004 den WDR verlassen hatte, wurde unmoderiert gesendet.